# 阿伊索内
阿伊索内（義大利語：Aisone），是意大利库内奥省的一个市镇。总面积36平方公里，人口257人，人口密度7.1人/平方公里（2009年）。ISTAT代码为004002。